# زمردی کرکی
زمردی کرکی (نام علمی: Cordulia aenea) نام یک گونه از سرده زمردی‌های آمریکایی است.